# Jan vs Geraldine
Jan vs Geraldine is een televisieprogramma van BNN. Jan Versteegh en Geraldine Kemper strijden tegen elkaar door middel van verschillende opdrachten. Het programma is een vervolg op Ruben vs Geraldine.
Het eerste seizoen begon op 1 februari 2016 en speelde zich af in Zuid-Afrika. Het seizoen eindigde op 21 maart 2016 . De eindstand was 5-4 voor Jan.

## Seizoen 1 (2016)
- Aflevering 1 - Monopoly (gewonnen door Jan)
- Aflevering 2 - Dansen (gewonnen door Geraldine)
- Aflevering 3 - Familie (gewonnen door Jan)
- Aflevering 4 - Strand (gewonnen door Geraldine)
- Aflevering 5 - Safari (gewonnen door Jan)
- Aflevering 6 - Culinair (gewonnen door Geraldine)
- Aflevering 7 - Piraten (gelijkspel)
- Aflevering 8 - Finaleronde (gewonnen door Jan)